# John Frank Adams
John Frank Adams (Woolwich, 5 novembre 1930 – Brampton, 7 gennaio 1989) è stato un matematico inglese.

## Biografia
Professore all'Università di Manchester dal 1964 e di Cambridge dal 1970. Illustre studioso di topologia algebrica, ha risolto il problema, proposto da Heinz Hopf nel 1935, di determinare le classi di omotopia delle applicazioni della sfera S2n−1 nella sfera Sn. Un altro problema a cui egli ha dato soluzione è quello di trovare il massimo numero di campi di vettori indipendenti su Sn tale numero è zero se n è pari; se n è dispari, posto n + 1= (2a + 1) 2c+4d con a, c, d interi e c ≤ 3, esso è dato da 2c + 8d − 1.

### Opere
- 1964 – Stable homotopy theory
- 1969 – Lectures on Lie groups
- 1972 – Algebraic topology
- 1978 – Infinite loops spaces